# Yasuhiro Sato
Yasuhiro Sato, född den 25 juli 1967, är en japansk idrottare som tog brons i baseboll vid olympiska sommarspelen 1992 i Barcelona.